# Rosay (Jura)
Rosay é uma comuna francesa na região administrativa de Borgonha-Franco-Condado, no departamento de Jura. Estende-se por uma área de 9,93 km². Em 2010 a comuna tinha 125 habitantes (densidade: 12,6 hab./km²).